# Mühle von Shawbost

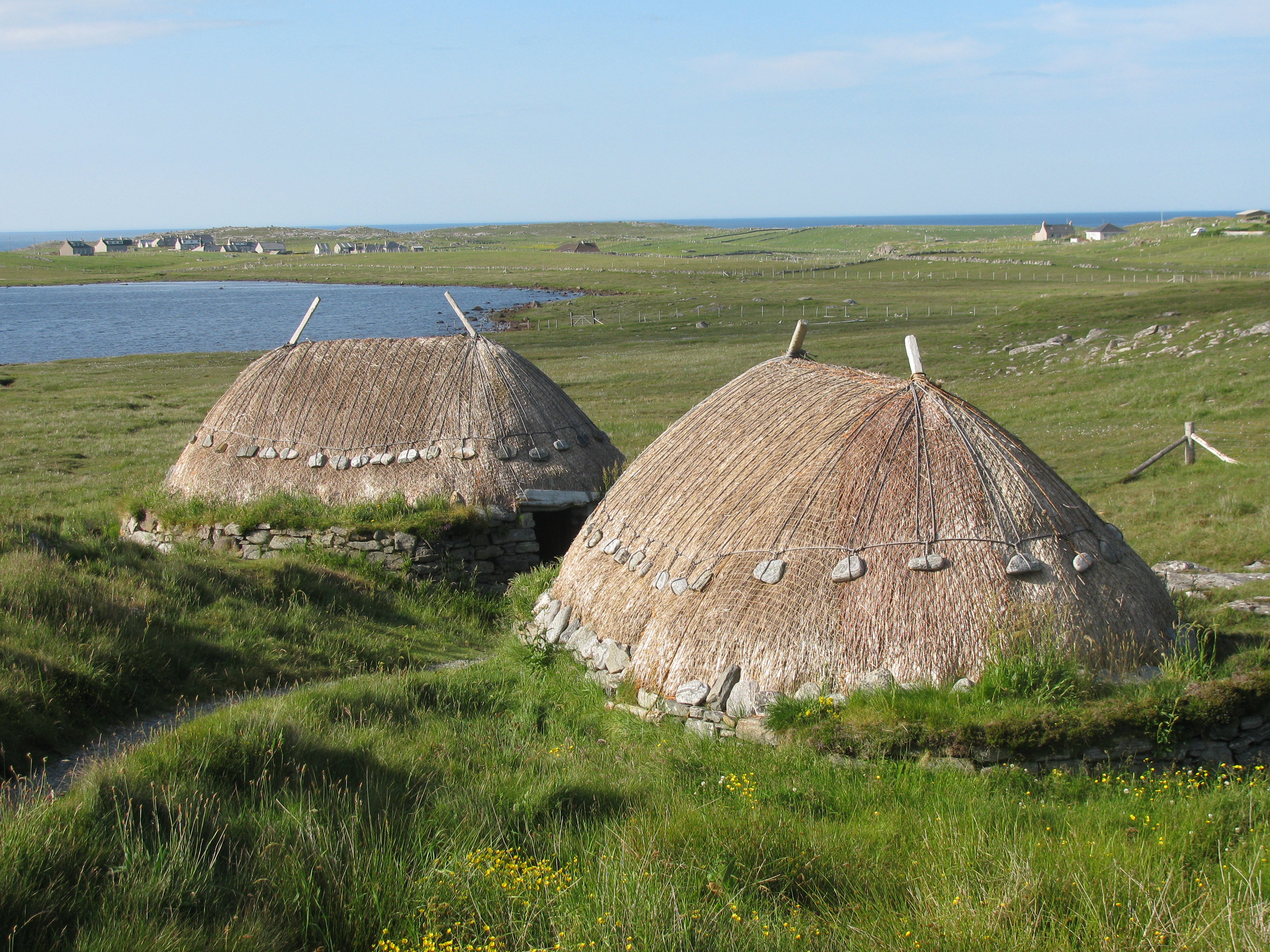
Die Mühle und die Darre von Shawbost

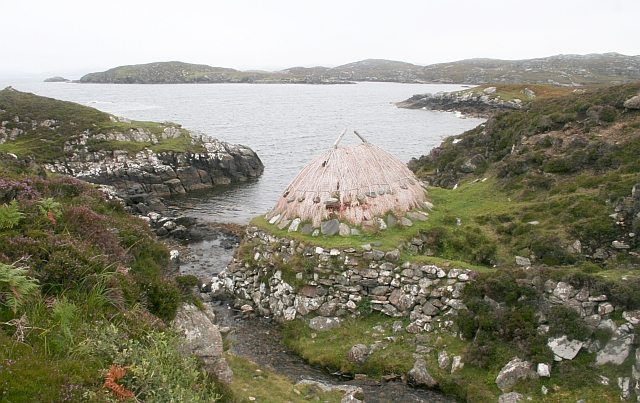
Eine weitere „Norse mill“ auf Lewis ist die Norse Mill von Breacleit

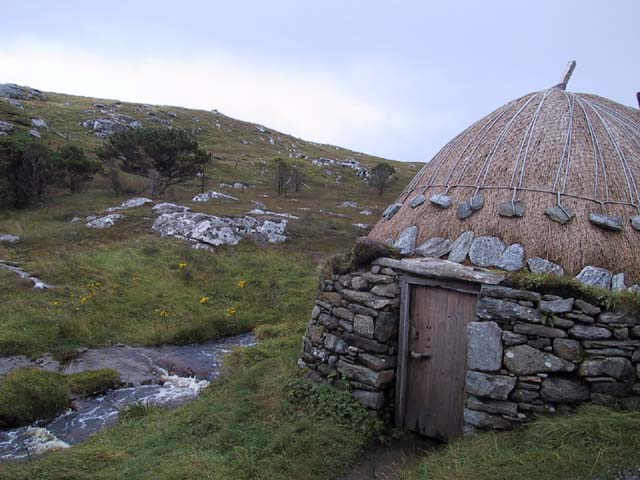
Eine weitere „Norse mill“ liegt auf Harris

Die Mühle von Shawbost (gälisch Siabost) und die Darre liegen westlich des Weilers Shawbost, 400 Meter abseits der A858 nahe der Westküste der Hebrideninsel Lewis in Schottland. Ein 2003 ausgebauter Pfad führt von der Straße in ein kleines Tal zu zwei auf traditionelle Weise gebauten, strohgedeckten Steingebäuden. Auf Lewis gab es einst mehr als 200 der kleinen wassergetriebenen, auch als Norse Mill (oder Click Mill, auf Shetland Clack Mill) bezeichneten Horizontalmühlen.

## Mühle
Der Mühlentyp heißt „Norse Mill“ (Norseman = Normanne), was vermuten lässt, dass er aus Skandinavien nach Schottland gelangte. Allerdings wurden in Irland ähnliche Mühlen aus dem 6. Jahrhundert gefunden, also lange vor der Normannenzeit. Das heißt entweder ist diese Ursprungsangabe falsch überliefert oder aber die Normannen haben den Mühlentyp weiterentwickelt, der ursprünglich aus China stammen könnte.
Die Mühlen waren sehr weit verbreitet und Bestandteil des Alltagslebens der Bewohner, die sich autark versorgen mussten. Da die Mühlen einfach zu bauen waren, wurden sie oft von landwirtschaftlichen Kooperationen in Eigenregie errichtet. Die Mühle beschäftigte einen Müller, der als Bezahlung einen gewissen Prozentsatz des angelieferten Getreides bekam. Gegen 1930 fand die Tradition weitgehend ihr Ende. Doch selbst heute sind noch Mühlen in Betrieb, zum Beispiel in Garrabost, Point, South Dell und Ness, Stornoway, Gress oder Breasclete.
Die Shawbost-Mühle heißt lokal die „Mühle der Blacksmiths“, weil sie von diesem Brüderpaar erbaut wurde. Im Schuljahr 1968/69 wurde sie als Schülerprojektarbeit wiederaufgebaut bzw. restauriert. Die Renovierung erfolgte durch Schüler der Unterstufe mit Anleitung des Lehrers Charles MacLeod nach Informationen von Dorfbewohnern und eines ehemaligen Burschen der Mühle. Eine neuerliche Renovierung erfolgte Anfang bis Mitte der 1990er.
Diese Art der Horizontalmühle ist interessant, obwohl sie von außen recht unscheinbar wirkt. Ein großer Teil ihrer Einrichtung ist in einer Kammer unter dem Boden verborgen. Wasser aus dem nahe gelegenen Bach wurde in einem Teich vor der Mühle angestaut. Von dort floss es kanalisiert auf ein Mühlrad, welches den oberen der beiden Mühlsteine antrieb. Er drehte sich stets im Uhrzeigersinn. Die Höhe dieses Steins ließ sich verändern, damit man den Feinheitsgrad des Mahlgutes bestimmen konnte. Das Mehl sammelte sich rund um den unteren Mühlstein in einem Mahlkasten aus gehauenen Steinen.
Auf den Shetlands finden sich Nachbauten (Croft house museum) und Ruinen (Huxter Mills).

## Darre

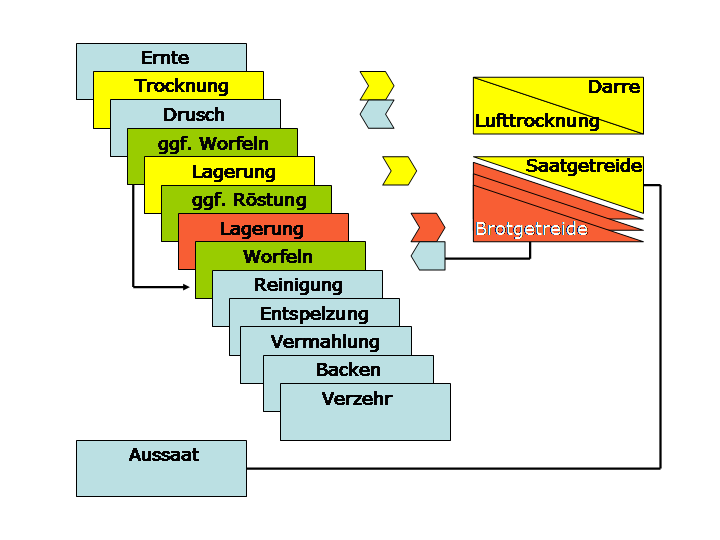
Vorindustrielle Getreidebehandlung

Das Gebäude neben der Mühle ist die Darre. Die eine Hälfte der inneren Fläche besteht aus einer erhöhten Steinplattform; innerhalb derer befindet sich eine runde steinverkleidete Grube.
Die Darre diente dazu, das Getreide vor dem Mahlen zu trocknen. Dazu wurde ein Feuer vor der Öffnung des steinernen Darr-Schachtes entzündet. Durch den Schacht strömte die Hitze in den Zentralbereich mit der Darr-Grube. Die Grube war mit Holz und Stroh bedeckt, auf dem das Getreide lag. Der warme Rauch trocknete das Getreide in ca. 48 Stunden. Da die Darre sehr trocken war, bestand Brandgefahr. Daher befand sich im Schacht ein Steinkreuz, um den Funkenflug Richtung Stroh zu unterbinden, was aber nicht immer gelang. Deshalb wurden die Darren nicht immer direkt neben der Mühle gebaut.
Unweit von Shawbost liegen der Broch von Carloway und mit dem eisenzeitlichen Haus von Bostadh und den Blackhouses von Arnol weitere historische Rekonstruktionen.